# 出神入化2
《出神入化2》（英語：Now You See Me 2，在全球發行則記作）是一部2016年上映的美國搶劫片，由朱浩偉執導。本片為2013年電影《出神入化》的續集。電影主演包括傑西·艾森柏格、馬克·魯法洛、伍迪·哈里森、戴夫·弗蘭科、丹尼爾·雷德克里夫、丽兹·卡潘、迈克尔·凯恩、周杰倫以及摩根·弗里曼。
美國於2016年6月10日上映，而臺灣及香港則早於6月8日上映。續集為2025年11月14日上映的《出神入化3》。

## 劇情
在智取聯邦調查局贏得大眾目光的一年後，四騎士的成員正靜候天眼的指示，他們的接應人正是聯邦調查局的迪倫·羅德斯，但同時間，負責追查四騎士的聯邦調查局副主任娜塔莉，也正步步拼湊蛛絲馬跡追捕四騎士。儘管迪倫要四騎士靜候指示，但大夥都已厭倦漫長的等待，更令擅長脫逃的成員海妮離去，此時領導四騎士的丹尼爾意外收到了訊息，告訴他等待已結束，要求他們揭穿科技人才歐文·凱斯的陰謀，並竊取其數據資料。情急之下迪倫招來了新的成員露拉，計畫在凱斯的產品發表會上讓四騎士復出。
在團隊合作下，四騎士成功侵入凱斯的發表會並竊取資料，但卻也因此暴露行蹤引來聯邦調查局的追捕，原有的計畫更突然被不明人士破壞，連帶讓四騎士的秘密與迪倫的身分曝光，迪倫發現自己收到一張寫著"愚者"的卡片，並趕緊要求四騎士撤離。原以為能順利脫逃的四騎士卻中了圈套，更令人不解的是，他們竟從紐約，轉眼間就來到了澳門，不久後，迪倫接到了被自己陷害入獄的賽迪斯的電話。四騎士在澳門碰到了其成員梅利·麥金尼的弟弟，在其帶領下接見了科技神童麥布利，麥布利向四騎士闡述自己是如何把他們帶到澳門，並揭露自己與凱斯的關係，並談好了條件，只要四騎士能替他奪取到他想要的東西，那麼他便會替四騎士找出脫身的辦法。儘管眾人不願意，但領導四騎士的丹尼爾卻爽快地答應，眾人隨後便前往翁氏魔術店購買道具，遇見了李。而為了避免被探測器探測到，丹尼爾要求所有的道具都要塑料製造，後來丹尼爾打了電話通知天眼，其他成員開始逛起魔術店。梅利和哥哥則到附近的餐館敘舊。
列為逃犯的迪倫接見了在獄中的賽迪斯，並說明自己的怨恨，但賽迪斯告訴迪倫如果想救四騎士，那麼就得跟他合作，兩人隨即趕往澳門，來到了翁氏魔術店。狄倫發現賽迪斯跟魔術店老闆娘有很深厚的交情。老闆娘帶他們進去找小李，狄倫卻在店裡發現父親生前表演逃脫術用過的保險箱之一，兩人談起了三十年前狄倫父親於表演中意外去世的事情。此時小李突然出現，告訴狄倫他的祖母有東西要給他。老闆娘給狄倫一隻父親生前囑託給他的手錶，此時賽迪斯卻消失無蹤，留下訊息要迪倫自己展開下一步。
四騎士有驚無險地替麥布利取得了東西，那是一張可入侵任何智慧型手機的晶片，丹尼爾告訴大夥他收到了之前提供凱斯的天眼人士的訊息，要他前往位在當地的市集交易晶片，那麼他們便可成功離開澳門。獨自前往的丹尼爾卻遇到了麥布利，麥布利說明自己正是提供凱斯計畫的人士，為得就是要陷害四騎士，此時迪倫突然現身救了丹尼爾，並與麥布利的手下展開較勁，卻仍不敵被麥布利逮住。迪倫被麥布利帶到碼頭，並見到了曾被四騎士揭露其不法事業的亞瑟·崔斯勒，麥布利告訴迪倫自己就是亞瑟的兒子，是為了替父親報仇，並以迪倫父親之前表演用的保險箱，將狄倫困於保險箱丟入河裡作為復仇。危急時刻迪倫終於發現父親遺留的手錶中的秘密，在亞瑟等人離開後成功逃出保險箱，並被趕來的四騎士救起。
迪倫與四騎士團聚，丹尼爾告訴迪倫雖然握有晶片，但是是假的，眾人被澳門魔術店的老闆娘收留，認為計畫己渺茫，此時魔術店的老闆娘與其孫子李走了出來，告訴迪倫與四騎士他們都是天眼的成員，且願意協助他們。集結士氣的眾人決定展開反擊，隨即在網路上發布了影片，表明他們會在倫敦表演，亞瑟等人為了取得晶片前往倫敦，追捕四騎士的聯邦調查局也動員前往。四騎士在倫敦各地接連展開了魔術表演，但麥布利透過地圖預測到了下個表演場地的所在，並發現迪倫還活著，決定捷足先登，亞瑟等人逮到了四騎士，隨即將眾人運上私人飛機。在成功取得真正的晶片後，便將迪倫與四騎士拋出飛機，與自己的父親開酒慶祝，但兩人覺得酒的味道有點奇怪，在酒瓶上發現一張"愚者"的卡片，發現這瓶酒是假的，更發現四騎士正在飛機窗口外。原來四騎士早已看穿麥布利的計謀，先行在魔術表演中串通了李調換卡車司機，並偽造了飛機起飛的假象，藉此將亞瑟等人的不法行為直播到全世界，趕來的聯邦調查局隨即將亞瑟等人逮捕。迪倫將晶片交給娜塔莉，告訴她四騎士的清白，並要求她這次能放過他，而娜塔莉給迪倫十分鐘讓他離開，而迪倫就像鬼魅一般的消失了。
正當聯邦調查局要求賽迪斯在警車上等的時候，賽迪斯從嘴中變出手銬鑰匙將自己解開手銬後逃脫，而娜塔莉告訴聯邦調查局四騎士已經逃走時，聯邦調查局的人一臉不相信，娜塔莉則帶領其他聯邦調查局的探員一起調查晶片。
在倫敦的表演後，四騎士與迪倫被澳門魔術店的老闆娘與其孫子李，邀至於倫敦當地的天文台，並在那見到了天眼的成員賽迪斯。賽迪斯告訴迪倫與其父親是好友的關係，但兩人決定裝成競爭對手來保護天眼的秘密，卻沒料到迪倫父親的意外，造成迪倫對他的怨恨，但經由這次事件，他已看見迪倫放下怨恨，真正關心起四騎士，並告訴迪倫他正在找下一位繼承者。影片最後，四騎士與迪倫在賽迪斯的暗示下找到了天眼的所在。

## 角色
| 演員                               | 角色                                              | 備註 |
| 傑西·艾森柏格 Jesse Eisenberg      | 丹尼爾·「丹尼」·亞特斯 J. Daniel "Danny" Atlas    | 「四騎士」領導者，個性有些自大、操縱狂，擅長幻術的街頭魔術師。 |
| 馬克·盧法洛 Mark Ruffalo           | 迪倫·羅德斯／迪倫·謝克 Dylan Rhodes／Dylan Shrike | 前聯邦調查局（FBI）探員，天眼成員，萊諾·謝克之子。四騎士真正的幕後領導者。                                                                                           |
| 伍迪·哈里森 Woody Harrelson        | 梅利·麥金尼 Merritt McKinney                      | 四騎士之一，天眼成員，擅長催眠、讀心術。是四人中年紀最大的。過去曾被同樣擅長催眠和讀心術的雙胞胎弟弟切斯背叛。                                                       |
| 伍迪·哈里森 Woody Harrelson        | 切斯·麥金尼 Chase McKinney                        | 梅利·麥金尼的雙胞胎弟弟，同樣擅長催眠和讀心術，過去曾背叛其兄梅利·麥金尼。                                                                                           |
| 戴夫·弗蘭科 Dave Franco            | 傑克·懷德 Jack Wilder                             | 四騎士之一，天眼成員，擅長解鎖、模仿他人聲音的街頭魔術師和扒手。是四人中年紀最小的。雖然於過去一年從梅利·麥金尼身上習得催眠術，但一直都失敗。                        |
| 丹尼爾·雷德克里夫 Daniel Radcliffe | 華特·崔斯勒 Walter Tressler                       | 化名麥布利，亞瑟之子，為父親向「四騎士」報仇。 |
| 麗茲·凱普蘭 Lizzy Caplan           | 露拉·梅 Lula May                                  | 四騎士及天眼的新成員，為丹尼的粉絲，擅長使用道具的魔術師。 |
| 莎娜·拉森 Sanaa Lathan             | 娜塔莉·奧斯汀 Natalie Austin                      | 聯邦調查局（FBI）副主任，負責調查四騎士的行蹤。 |
| 迈克尔·凯恩 Michael Caine          | 亞瑟·崔斯勒 Arthur Tressler                       | 過去曾經是四騎士幕後出資者，但中途卻遭四騎士用魔術將錢洗空，而打算解決他們。                                                                                         |
| 周杰倫 Jay Chou                    | 李 Li                                             | 魔術道具店老闆，天眼成員，被四騎士登門光顧購買魔術道具。並和四騎士一同完成倫敦表演的騙局。四騎士拿到的晶片是假的，因為李已經偽裝成澳門科學館的警衛，將真的晶片先拿走 |
| 摩根·費里曼 Morgan Freeman         | 賽迪斯·布拉德利 Thaddeus Bradley                  | 前魔術師，天眼成員，如今靠著破解魔術影帶致富，实际上是作为萊諾·謝克的对立面来进行反面演出。                                                                          |
| 周采芹 Tsai Chin                   | Bu Bu                                             | 李的祖母，天眼成員，賽迪斯·布拉德利的好友。 |
| 理查德·萊恩 Richard Laing          | 萊諾·謝克 Lionel Shrike                           | 迪倫的父親，天眼成員，曾是赫赫有名的逃脫魔術師，三十年前在一場逃脫保險箱魔術中發生意外，生死未卜。                                                                   |

## 製作
2014年11月25日，馬克·盧法洛在他的Facebook上透露電影已經開始拍攝。電影先於英國的倫敦拍攝。2015年3月11日，劇組移至澳門拍攝，取景地還包括澳門關前街，福隆新街和澳門科學館。

### 角色更改
之前的「四騎士」因為成員之一的女星艾拉·費雪因懷孕無法演出，因此由演員麗茲·凱普蘭以新角色「露拉」填補空缺。

## 電影歌曲
客串演出的臺灣歌手周杰倫，為本片製作全中文國際主題曲“Now you see me”（電影中為全中文，專輯收錄版則有英文歌詞）。而導演更在片中加入周杰倫的歌曲“公公偏頭痛”（李首度登場時在櫃台裡聽的歌）及“鞋子特大號”作為插曲。 此外，台灣饒舌團體「頑童MJ116」和饒舌歌手MC HotDog的歌曲"Fresh Gang"也在本片澳門的橋段中播放。

## 發行
2014年11月，獅門娛樂宣布電影定於2016年6月10日推出。

### 評價
爛番茄新鮮度34%，基於155條評論，平均分為4.9/10，Metacritic得分46，

### 票房
北美方面，電影於6月10日上映，這會和《魔獸：崛起》與《厲陰宅2》共同競爭；據預估在其首週末能獲得約2500萬美元至2800萬美元的票房收入。美國首映週末票房為2300萬美元位居當週第三，口碑尚可。
中国大陆方面，首周3天获得2.88亿人民币居冠，次周收获2.58亿蝉联冠军，最终累计6.37亿人民幣。
台灣方面，首週五天票房為新台幣9400萬元；次週票房累計至新台幣1.55億元；第三週票房累計至新台幣1.9億元；第四週票房累計至新台幣2.11億元；最終全台票房為新台幣2.23億元。
| 上一届： 《忍者龜：破影而出》 | 2016年台灣週末票房冠軍 第24-25周     | 下一届： 《ID4星際重生》 |
| 上一届： 《忍者龜：破影而出》 | 2016年台北週末票房冠軍 第24-25周     | 下一届： 《ID4星際重生》 |
| 上一届： 《魔幻森林》         | 2016年香港一週票房冠軍 第23-24週     | 下一届： 《ID4星際重生》 |
| 上一届： 《魔兽》             | 2016年中国大陆一周票房冠军 第26-27周 | 下一届： 《寒战2》       |

## 未來計劃

### 續集
在電影未上映時，2015年5月22日，獅門影業透露了推出第三集的計劃。 並在不久後確認本尼迪克特·康伯巴奇即將加盟。
獅門影業於2020年4月透露，埃里克·沃倫·辛格 (Eric Warren Singer) 將擔任這部電影的編劇。

### 衍生電影
2016年7月，《好萊塢報導者》報導稱，獅門影業計劃製作一部由華裔演員組成的衍生劇，由周杰倫飾演李，他在《出神入化2》中扮演的角色。

## 外部連結
- 官方网站
- 互联网电影数据库（IMDb）上《出神入化2》的资料（英文）
- AllMovie上《出神入化2》的资料（英文）
- Box Office Mojo上《出神入化2》的資料（英文）
- 爛番茄上《出神入化2》的資料（英文）
- Metacritic上《出神入化2》的資料（英文）
- 開眼電影網上《出神入化2》的資料（繁體中文）
- 时光网上《出神入化2》的資料（简体中文）
- 豆瓣电影上《出神入化2》的資料 （简体中文）